# 巴甫利夫斯凱 (扎波羅熱區)
47°56′40″N 35°27′44″E / 47.94444°N 35.46222°E

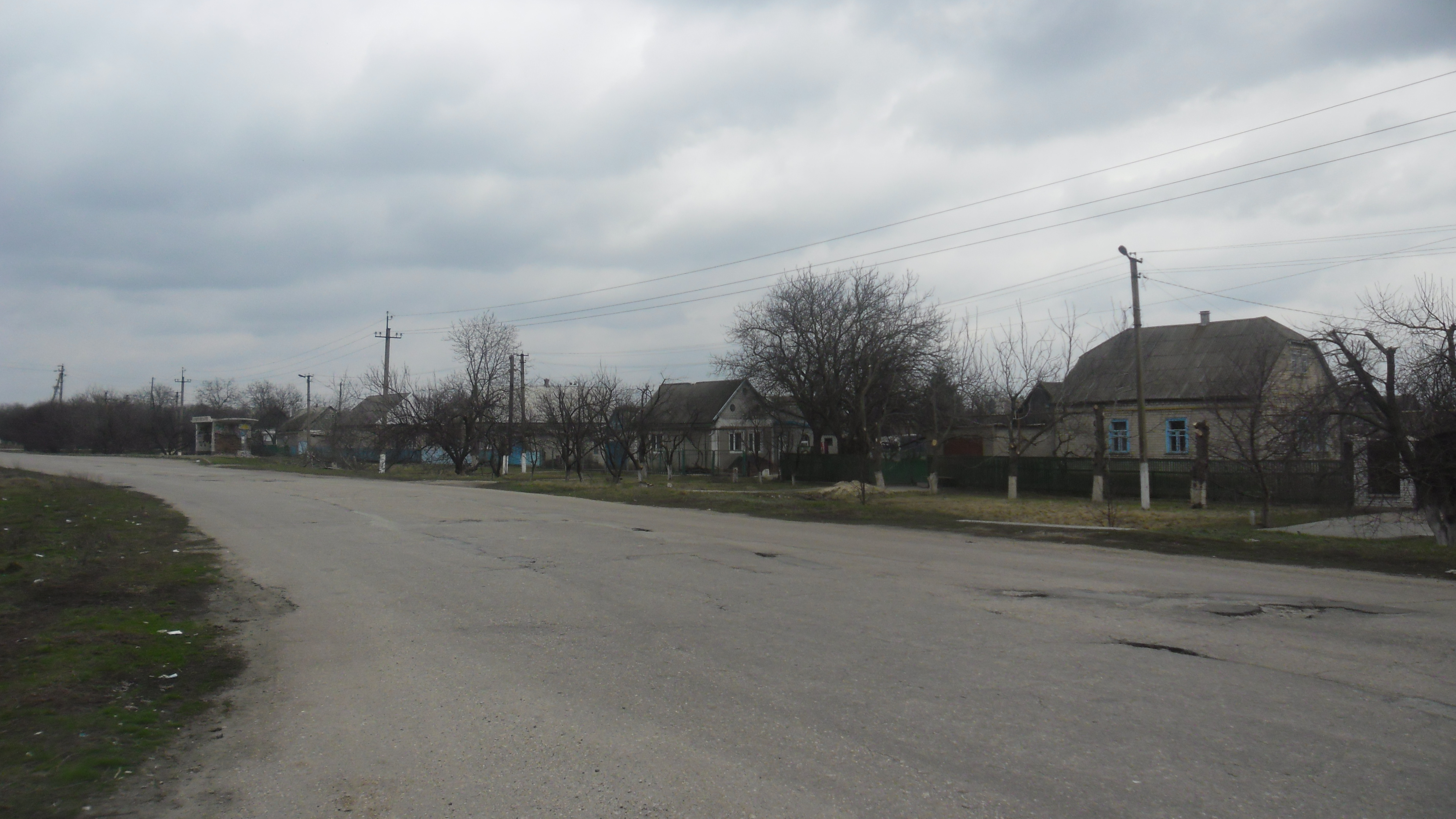
巴甫利夫斯凱

巴甫利夫斯凱（烏克蘭語：Павлівське）是位於烏克蘭東南部的村莊，由扎波羅熱州扎波羅熱区的巴甫利夫斯凱市鎮負責管轄，並為其行政中心。該村始建於1905年，面積0.66平方公里，海拔高度149米，2001年人口452，人口密度每平方公里682.8人。